# Tunebia
Tunebia is een geslacht van kreeftachtigen uit de klasse van de Malacostraca (hogere kreeftachtigen).

## Soorten
- Tunebia hatagumoana (Sakai, 1961)
- Tunebia tutelina (C. G. S. Tan & Ng, 1994)